# Altaïr Ibn-La'Ahad
Altaïr Ibn-La'Ahad (tiếng Ả Rập: الطائر ابن لا أحد) là một nhân vật giả tưởng trong loạt game Assassin's Creed.

## Cốt truyện

### Bổi cảnh nhân vật
Altaïr Ibn-La'Ahad (1165–1257) là một sát thủ người Syria thời Trung cổ và từ năm 1191 cho đến lúc qua đời, anh đã giữ cương vị là một Mentor của Hội sát thủ Levantine. Được sinh ra trong một gia đình có truyền thống làm sát thủ, anh đạt đến chức vụ Master ở thòi điểm tuổi đời còn rất trẻ: 24. Tuy nhiên do thất bại trong việc dành lại quả táo địa đàng từ tay Robert de Sable, dẫn đến việc các hiệp sĩ Templar tấn công thành Masyaf, thủ phủ của Hội sát thủ, anh bị đẩy xuống cấp bậc của người mới vào và phải thực hiện nhiều nhiệm vụ nguy hiểm để chuộc lại lỗi lầm của mình.
Được giao phó sứ mạng thủ tiêu chín thành viên cao cấp của Templar tại Vùng đất Thánh, dần dần Altaïr phát hiện ra một âm mưu lớn hơn những gì mà anh có thể tưởng tượng được. Sau khi tiêu diệt chín mục tiêu và thanh trừng nội bộ Hội sát thủ bằng việc hạ sát thủ lĩnh phản bội Al Mualim, Altaïr đạt đến chức danh Mentor và trở thành người đưa Hội sát thủ đi theo con đường mới, trở nên bí mật hơn. Trong suốt cuộc đời Altaïr không ngừng xây dựng, mở rộng Hội sát thủ, ngăn chặn Templar rất nhiều lần và có thể đã chống lại đạo quân của Thành Cát Tư Hãn. Tên tuổi của anh tiếp tục có tiếng vang nhiều năm sau đó, ảnh hưởng không nhỏ đến con cháu của mình và nhiều sát thủ khác trong hội.

### Chén Thánh
Trong truyền thuyết, Chén Thánh thường được biết đến như là một thánh vật của chúa Jesus. Theo Al Mualim, bất cứ ai sở hữu Chén Thánh đều có thể thống nhất mọi thế lực trong tay, dẫn dắt họ đến chiến thắng cuối cùng và cho phép họ cai trị Vùng đất Thánh. Nhận ra sự nguy hiểm này, Mentor của Hội sát thủ đã giao cho Altaïr nhiệm vụ hoặc lấy về hoặc hủy diệt Chén Thánh.
Khám phá ra Chén Thánh đang được các hiệp sĩ Templar canh giữ ở Thành phố Thánh Jerusalem, Altaïr đột nhập vào pháo đài và phát hiện ra thánh vật thực chất là một người phụ nữ trẻ tên Adha. Trên đường đào tẩu, Adha cho anh biết rằng Templar đã mua chuộc lãnh đạo thứ hai của Hội sát thủ tại thành phố, Harash. Do đó Altaïr quyết định tìm kẻ phản bội ở bên ngoài pháo đài thành Alep. Tuy nhiên, sau khi hoàn thành kế hoạch, giết chết kẻ phản bội và bỏ trốn, Adha lại bị một Grand Master của Templar, lãnh chúa Basilisk bắt cóc.
Đuổi theo những kẻ bắt cóc đến tận bến cảng thành Tyre, Altaïr lên được tàu của lãnh chúa Basilisk và giết chết hắn. Tuy nhiên ngay sau đó anh phát hiện ra Adha đã bị đưa lên một con tàu khác từ trước, Altaïr vội đuổi theo nhưng không kịp. Quay trở lại vào bờ, anh đã thề một ngày sẽ tìm lại được Adha.
Dù cái chết của Adha không rõ ràng nhưng trong cuộn giấy Codex, Altaïr vẫn ghi lại rằng anh đã đuổi kịp con tàu ấy ngoài khơi, nhưng chỉ tìm được cái xác vô hồn của Adha. Anh đã thề rằng sẽ trả thù những kẻ đã giết của cô ấy. Sau cái chết của Adha, anh cảm thấy rằng không thể tìm được một ai như vậy cho đến ngày gặp lại Maria Thorpe, người đã từng cải trang thành Robert de Sable và sau này trở thành vợ của Altaïr.

### Cuộc Thập Tự Chinh Thứ Ba
Năm 1191, sau khi thất bại trong việc đoạt lại quả táo địa đàng tại Đền thờ Solomon dẫn đến cái chết của Kadar Al-Sayf và Malik bị trọng thương, quân Templar có cớ đánh vào thành Masyaf, Altaïr bị giáng chức, từ một Master của Assassin trở thành lính mới. Để chuộc lại lỗi lầm, anh phải tiêu diệt chín mục tiêu vốn là chín thủ lĩnh cao cấp bí mật của Templar ở ba thành phố lớn Damascus, Acre và Jerusalem.
Tại thành Damascus, ba thủ lĩnh Templar là mục tiêu của Altaïr gồm Tamir: một tay thương nhân chợ đen (khu Poor District), Abu’l Nuqoud: vua lái buôn (khu Rich District) và Jubair al Hakim: một học giả nổi tiếng của Saladin (khu Middle District).
Ở thành Acre, nhiệm vụ của Altaïr là phải ám sát Garnier de Naplouse: Master của các hiệp sĩ thánh John, tức các hiệp sĩ Hospitalier (khu Poor District), William de Montferrat: một tướng thập tự chinh của vua Richard I (khu Rich District) và Sibrand: Grand Master của các hiệp sĩ Teutonic (khu Middle District)
Nơi cuối cùng, thánh địa Jerusalem, là nơi Altaïr thực hiện nốt nhiệm vụ của mình. 3 mục tiêu còn lại là Talal: một tay buôn nô lệ (khu Rich District), Majd Addin: viên quan nhiếp chính người Saracen của thành Jerusalem (khu Poor District) và Robert de Sable: Grand Master của các hiệp sĩ Templar (khu Middle District). Một biến cố xảy ra trong khi Altaïr làm nốt nhiệm vụ cuối cùng, Maria Thorpe đã cải trang thành Robert để cản đường Altaïr trong khi hắn đang có mặt ở chiến trường Arsuf, với mục đích hợp nhất người Saracen cùng quân Thập tự chinh chống lại Hội sát thủ.
Sau khi tiêu diệt Robert, Altaïr khám phá ra được một bí mật động trời: thủ lĩnh của Hội sát thủ, Al Mualim cũng là một thành viên của Templar. Ngay lập tức anh trở về Masyaf để tìm hiểu sự thật.
Trở về Masyaf, Altaïr nhanh chóng nhận ra mọi người dân ở đây đã bị kiểm soát bởi quả táo địa đàng trong tay Al Mualim. Một cuộc chiến giữa Altaïr và người từng là thầy của mình đã diễn ra. Cuối cùng Al Mualim cũng bị giết, trước khi qua đời ông ta thừa nhận tất cả những gì mình làm là để đảm bảo cho một hòa bình mãi mãi trên toàn thế giới và nói Altaïr không thể nào hủy diệt được quả táo địa đàng.
Sau khi Al Mualim qua đời, Altaïr đem xác ông ra khỏi pháo đài và tiến hành hỏa táng để đảm bảo chắc chắn ông ta không còn tồn tại. Do hỏa táng bị cấm đối với người theo đạo Hồi nên việc làm này đã khiến Abbas, người có thù oán từ trước với Altaïr có cớ để gây sự. Lấy lý do Altaïr giết Al Mualim để giành chức Mentor, Abbas đã thuyết phục những người xung quanh chống lại anh. Một cuộc chiến nhỏ nổ ra giữa những sát thủ ủng hộ Altaïr và những người cho rằng anh là kẻ soán ngôi. Trong lúc hỗn loạn, Abbas cướp được quả táo địa đàng và sử dụng nó, tuy nhiên năng lượng của quả táo phát ra quá mạnh và rút dần sự sống của hắn cùng một vài người khác, tất cả đều có thể chết nếu Altaïr không kịp ngăn chặn việc này lại. Với lời hứa không có sát thủ nào chống lại anh bị trừng phạt và việc thể hiện được khả năng lãnh đạo, tất cả mọi người đều bằng lòng tôn Altaïr làm Mentor mới của Hội.
Trở thành lãnh đạo, Altaïr bắt đầu viết các cuộn giấy Codex(tổng cộng có 30 cuộn), nội dung chủ yếu kể lại các cuộc hành trình của mình. Anh cũng bắt đầu thay đổi lại hoạt động của Hội sát thủ, lui dần vào bí mật chứ không còn công khai, sửa lại hidden blade để không phải chặt bỏ ngón tay đeo nhẫn và có thể dùng thuốc độc, đồng thời cùng người bạn Malik nghiên cứu những cách thức ám sát mới.

### Giải phóng Cyprus
Một tháng sau cái chết của Al Mualim, nắm bắt được kế hoạch rút lui về Cyprus của các hiệp sĩ Templar nên Altaïr quyết định tấn công vào cứ điểm tại thành Acre để ngăn chặn họ. Dù không thành công, Altaïr vẫn đánh bại và bắt sống được Maria Thorpe, người từng cải trang thành Robert de Sable. Quyết định thuê một con tàu, Altaïr đến Cyprus cùng Maria còn vì một nguyên nhân khác: đó là nơi cất giữ một quả táo địa đàng khác và thứ đó không thể để lọt vào tay Templar.
Tại đây, Altaïr nhận được tin Armand Bouchart đã kế tiếp Robert trở thành Grand Master tiếp theo của Templar. Ở Cyprus lúc này đang có phong trào phản đối sự có mặt của những hiệp sĩ Đền Thánh vì sau khi mua lại hòn đảo từ tay vua Richard I, họ đã lập nên chính quyền để đàn áp và kiểm soát đất đai cũng như con người nơi này. Đồng thời người ta cũng đồn đại về một nơi cất giữ bí mật của Templar, trong đó có toàn bộ kiến thức cũng như vật báu bí mật mà họ giấu kín. Altaïr đã vừa giải phóng Cyprus khỏi sự kiểm soát của Bouchart, vừa tìm kiếm nơi cất giữ bằng việc ám sát những viên tướng trong quân đội Templar như: Frederick "the Red"; Moloch "the Bull"; cặp anh em sinh đôi Shalim và Shahar cùng “phù thủy” Dark Oracle. Khi biết được nơi cất giữ ở tầng hầm pháo đài Limassol, anh cùng Maria đến đó, tiêu diệt Bouchart và tẩu thoát trước khi căn hầm sụp đổ hoàn toàn, chôn vùi những bí mật của Templar.

### Tái thiết Hội Sát Thủ
Trong một thời gian dài kể từ khi trở thành Mentor, Altaïr đã mở rộng phạm vi của Hội sát thủ ra nhiều thành phố và khu vực khác nhau. Tuy nhiên điều này đã chấm dứt khi anh đến thành Constantinople. Năm 1204, với hi vọng lan rộng tầm ảnh hưởng của Hội sát thủ sang châu Âu, Altaïr sang Constantinople và dự định xây dựng Hội sát thủ tại nơi này. Tuy nhiên kế hoạch của anh bị cản trở do sự bành trướng của Giáo hội Công giáo La Mã đã bao vây thành phố này khiến cho nó không còn nguyên vẹn như trước nữa. Ôm nỗi thất vọng cay đắng, Altaïr quay trở về thành Masyaf. (Sau này, Ezio Auditore de Firenze, một sát thủ Ý, đã mở rộng hội đến Constantinople)
Bằng việc nghiên cứu quả táo địa đàng, Altaïr đã tự chế ra một loại kim loại bền và nhẹ hơn bất cứ loại kim nào từng được biết đến. Tuy nhiên để tránh cho việc kẻ xấu có thể lợi dụng, Altaïr đã hủy bỏ công thức chế tác thứ kim loại này. Duy nhất chỉ còn một thứ liên quan được biết đến, đó là bộ áo giáp của anh. Ngoài ra, Altaïr cũng cho phép các sát thủ được thể hiện tình yêu thương với con cái. Trong khi Al Mualim cho rằng tình yêu khiến con người trở nên yếu ớt thì ngược lại, quan điểm của Altaïr là con người sẽ hi sinh vì lẽ phải nếu được tình yêu thúc đẩy. Cùng với việc sử dụng quả táo địa đàng một cách hợp lý, anh thiết kế lại hidden blade để nó có thể mang theo những viên đạn cỡ nhỏ, trở thành vũ khí đa năng nhất của sát thủ.

### Ám sát Thành Cát Tư Hãn
Năm 1217, quân Mông Cổ nhanh chóng tiến về phía đông, làm chậm lại sự phát triển của Hội. Nghi ngờ Thành Cát Tư Hãn đang nắm trong tay một báu vật địa đàng, Altaïr cùng Maria và người con cả Darim quyết định đến Mông Cổ, trước khi đi họ để Sef, người con trai thứ hai ở lại trông coi gia đình và đưa Malik lên tạm thời lãnh đạo Hội. Cuộc hành trình của họ kéo dài trong suốt 10 năm, khi đến Mông Cổ, nhờ sự giúp sức của một sát thủ địa phương, Qulan Gal, họ đã có thể áp sát gần doanh trại của quân Mông Cổ và hành thích Thành Cát Tư Hãn ngay khi có cơ hội.
Trở về Masyaf, họ nhận ra rằng nơi này không còn giống như thời kỳ Altaïr lãnh đạo nữa. Một biến cố lớn xảy ra: Trong thời gian họ đi vắng, Abbas giết chết Sef, bỏ tù Malik và tự ý lên nắm quyền lãnh đạo Hội Sát thủ rồi báo với Altaïr rằng Malik đã hại Sef chỉ hai tuần trước khi họ trở về. Không tin những gì Abbas nói, Altaïr đột nhập vào nhà ngục, cứu Malik rồi đưa về nhà, lúc này ông được kể lại toàn bộ sự thật. Hai vợ chồng chờ đến lúc Malik ngủ say rồi đến gặp Abbas mà không hề biết rằng, người của hắn chỉ chờ đến lúc ấy để lẻn vào nhà, chặt đầu Malik.
Cuộc nói chuyện giữa Altaïr và Abbas bất thành, Maria bị giết chết, Altaïr phải bỏ trốn cùng người con cả Darim sang Alamut và ở lại đấy gần hai mươi năm. Tình cờ, Altaïr phát hiện ra rằng pháo đài Alamut được xây dựng trên tàn tích của ngôi đền thờ thuộc Nền Văn Minh Đầu Tiên. Ở đây ông tìm được một loạt những con dấu hồi ức (Memory Seal), vật có thể lưu lại được ký ức của con người. Altaïr đã lấy 6 chiếc và lưu những ký ức đáng nhớ nhất vào 5 chiếc, con dấu còn lại ông luôn mang bên người cùng quả táo địa đàng.
Hai mươi năm sau, ở tuổi 82, Altaïr quay trở lại Masyaf, tập hợp những sát thủ trung thành với ông và giết chết Abbas, lãnh đạo Hội sát thủ cho đến khi ông qua đời khoảng 10 năm sau. Về cuối đời Altaïr dùng những kiến thức thu thập được từ quả táo địa đàng viết thành sách. Số sách nhiều đến hơn ngàn cuốn và ông phải cho xây một thư viện lớn để lưu số sách này, năm con dấu hồi ức là năm chìa khóa để mở cánh cửa vào thư viện (Sau này số sách trên được chuyển sang Alexandria và nhiều nơi khác để không lọt vào tay người ngoài, đây là lý do khi Ezio bước vào, thư viện trống rỗng không còn một quyển sách).
Năm 1257, trong khi quân Mông Cổ tấn công Masyaf ông gặp hai nhà thám hiểm Niccolò và Maffeo Polo để trao cho họ các cuộn giấy codex và năm con dấu hồi ức, dặn họ không được để chúng rơi vào tay nhầm người. Những cuộn giấy không may thất lạc trong hành trình của hai nhà thám hiểm. Còn các con dấu hồi ức được lưu giữ mãi ở thành Constantinople cùng với sự lớn mạnh của Hội sát thủ trên toàn thế giới cho đến ngày được Ezio Auditore khám phá ra.

### Cái kết
Lúc còn rất trẻ, ta đã thật ngốc khi tin rằng rồi tín ngưỡng của chúng ta sẽ chấm dứt mọi sự xung đột này. Giá như ta có đủ sự khiêm tốn để tự nhắc nhở bản thân, rằng ta đã nhìn thấy đủ cho một cuộc đời, ta đã hoàn thành công việc của mình. Và sau đó, thêm lần nữa, không có vinh quang nào tuyệt vời hơn chiến đấu để đi tìm sự thật— Altair, Một trong những lời nói cuối cùng của Altair với con trai Darim
Vào cuối năm 1257, Masiaf bị bao vây bởi đội quân Mông Cổ, Altair ra lệnh sơ tán người dân và hội sát thủ. Sau khi nói lời tạm biệt cuối cùng, Darim, con trai của Altair đã sơ tán cùng gia đình, còn Altair thì tự niêm phong mình trong thư viện cùng AoE và chiếc Seal thứ sáu, lưu giữ ký ức cuối cùng của ông.
Ông yên nghỉ mãi mãi bên trong thư viện, và sau này, xác của ông được Ezio Auditore tìm ra.